# Эскеда, Энрике
Энрике Алехандро Эскеда Тирадо (исп. Enrique Alejandro Esqueda Tirado; 19 апреля 1988 год, Сантьяго-де-Керетаро, Мексика) — мексиканский футболист, вингер. Выступал за сборную Мексики.

## Клубная карьера
Эскеда — воспитанник футбольной академии клуба «Америка». 22 апреля в матче против «Атланте» он дебютировал в Лиге MX. Для получения игровой практики летом того же года Энрике на правах аренды перешёл в «Сакатепек». 4 ноября 2011 года после возвращения из аренды в поединке против «Некаксы» он забил свой первый гол за столичную команду.
В 2011 году Эскеда перешёл в «Пачуку». 24 июля в матче против «Сантос Лагуна» он дебютировал за новый клуб. 31 июля в поединке против «Пуэблы» Энрике забил свой первый гол за «Пачуку».
Летом 2014 года он на правах аренды перешёл в «Атлас». 20 июля в матче против УАНЛ Тигрес Энрике дебютировал за новую команду. 26 июля в поединке против «Монаркас Морелия» Эскеда забил свой первый гол за команду из Гвадалахары. В начале 2015 года Энрике вновь отправился в аренду, его новой командой стал УАНЛ Тигрес. 11 января в матче против «Атласа» он дебютировал за новую команду. 19 апреля в поединке против «Монтеррея» Энрике забил свой первый гол за «тигров». 16 апреля в матче Кубка Либертадорес против перуанского «Хуан Аурич» он сделал хет-трик.
В начале 2016 года Эскеда перешёл на правах аренды в «Веракрус». 30 января в матче против «Тихуаны» он дебютировал за новую команду. 12 марта в поединке против своего бывшего клуба «Атласа» Энрике забил свой первый гол за «Веракрус». В начале 2017 года Эскда на правах свободного агента присоединился к «Чьяпас». 15 января в матче против своего бывшего клуба «Пачука» он дебютировал за новую команду. В начале 2018 года Энрике перешёл в польскую «Арку». 17 февраля в матче против краковской «Вислы» он дебютировал в польской Экстраклассе. 7 апреля в поединке против «Лехии» Эскеда забил свой первый гол за «Арку».

## Международная карьера
В 2005 году в составе юношеской сборной Мексики Эскеда стал победителем юношеского чемпионата мира в Перу.
В 2007 году Энрике завоевал бронзовую медаль Панамериканских игр в Рио-де-Жанейро в составе 
молодёжной сборной Мексики.
22 августа 2007 года в товарищеском матче против сборной Колумбии Эскеда дебютировал за сборную Мексики. 15 октября 2009 года в отборочном поединке чемпионата мира 2010 против сборной Тринидада и Тобаго он забил свой первый гол за национальную команду.
Летом 2015 года Энрике попал в заявку на участие Кубке Америки в Чили. На турнире он был запасным и на поле не вышел.

### Голы за сборную Мексики
| #  | Дата            | Место                                             | Противник         | Счёт | Результат | Соревнование                     |
| -- | --------------- | ------------------------------------------------- | ----------------- | ---- | --------- | -------------------------------- |
| 1. | 14 октября 2009 | Хейсли Кроуфорд, Порт-оф-Спейн, Тринидад и Тобаго | Тринидад и Тобаго | 1:1  | 2:2       | Чемпионат мира 2010 квалификация |

## Достижения
Командные
 УАНЛ Тигрес
- Чемпионат Мексики по футболу — Апертура 2015

Международные
 Мексика (до 17)
- Юношеский чемпионат мира — 2005